# ウェブスター郡 (ルイジアナ州)
ウェブスター郡（ウェブスターぐん、英: Webster Parish）は、アメリカ合衆国ルイジアナ州の北部に位置する郡である。2010年国勢調査での人口は58,903人であり、2000年の41,831人から40.8％増加した。郡庁所在地はミンデン（人口13,082人）であり、同郡で人口最大の町でもある。
ウェブスター郡となった地域に初期に入った開拓者の中に、バージニア州生まれのニューエット・ドルーがおり、1818年にミンデンに近いオーバートンの町で製粉所を設立した。当時この地域はナケテシュ郡に属しており、1836年から1848年まではオーバートンがクレイボーン郡の郡庁所在地だった。ドルーの息子リチャード・マクスウェル・ドルーがオーバートンで生まれ、1850年に28歳で死ぬまでの間に、地区判事とルイジアナ州議会下院議員を務めた。その子孫もウェブスター郡の司法や議会の要職を務めた。リチャード・クリーブランド・ドルー、ハーモン・コールドウェル・ドルー、R・ハーモン・ドルー・シニア、ハーモン・ドルー・ジュニアなどである。
ウェブスター郡は19世紀アメリカの政治家で、マサチューセッツ州とニューハンプシャー州出身のダニエル・ウェブスターに因んで名付けられた。郡としては1871年2月27日の設立である。それまでビエンビル郡、ボージャー郡、クレイボーン郡に属していた区域を合わせて造られた。
ウェブスター郡はシュリーブポート・ボージャーシティ都市圏に属している。

## 地理
アメリカ合衆国国勢調査局に拠れば、郡域全面積は615平方マイル (1,593 km2)であり、このうち陸地595平方マイル (1,542 km2)、水域は20平方マイル (51 km2)で水域率は3.23％である。

### 主要高規格道路
- 州間高速道路20号線
- アメリカ国道79号線
- アメリカ国道80号線
- アメリカ国道371号線
- ルイジアナ州道2号線

### 隣接する郡
- ラファイエット郡 (アーカンソー州) - 北
- コロンビア郡 (アーカンソー州) - 北東
- クレイボーン郡 - 東
- ビエンビル郡 - 南東
- ボージャー郡 - 西

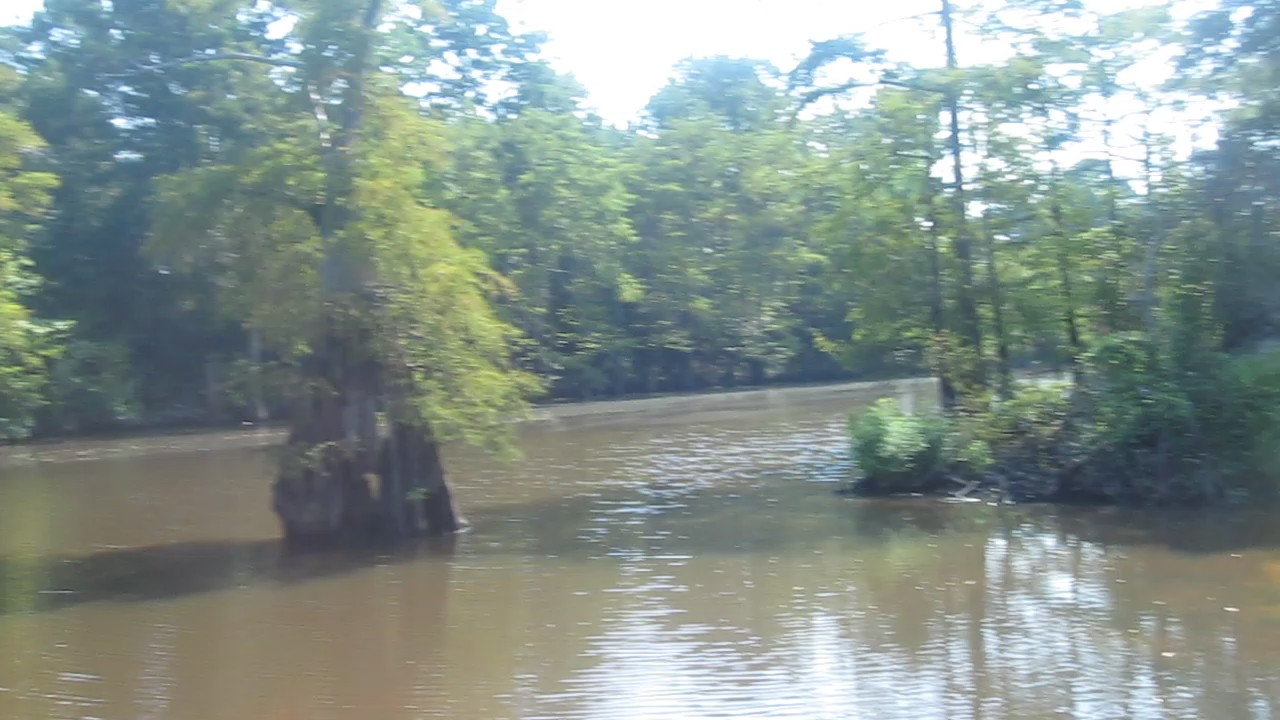
ドーチート・バイユー、かつてはビスティノー湖からミンデンまで航行できた。写真はディキシーイン近くであり、美しい景観とともに人気ある釣り場になっている
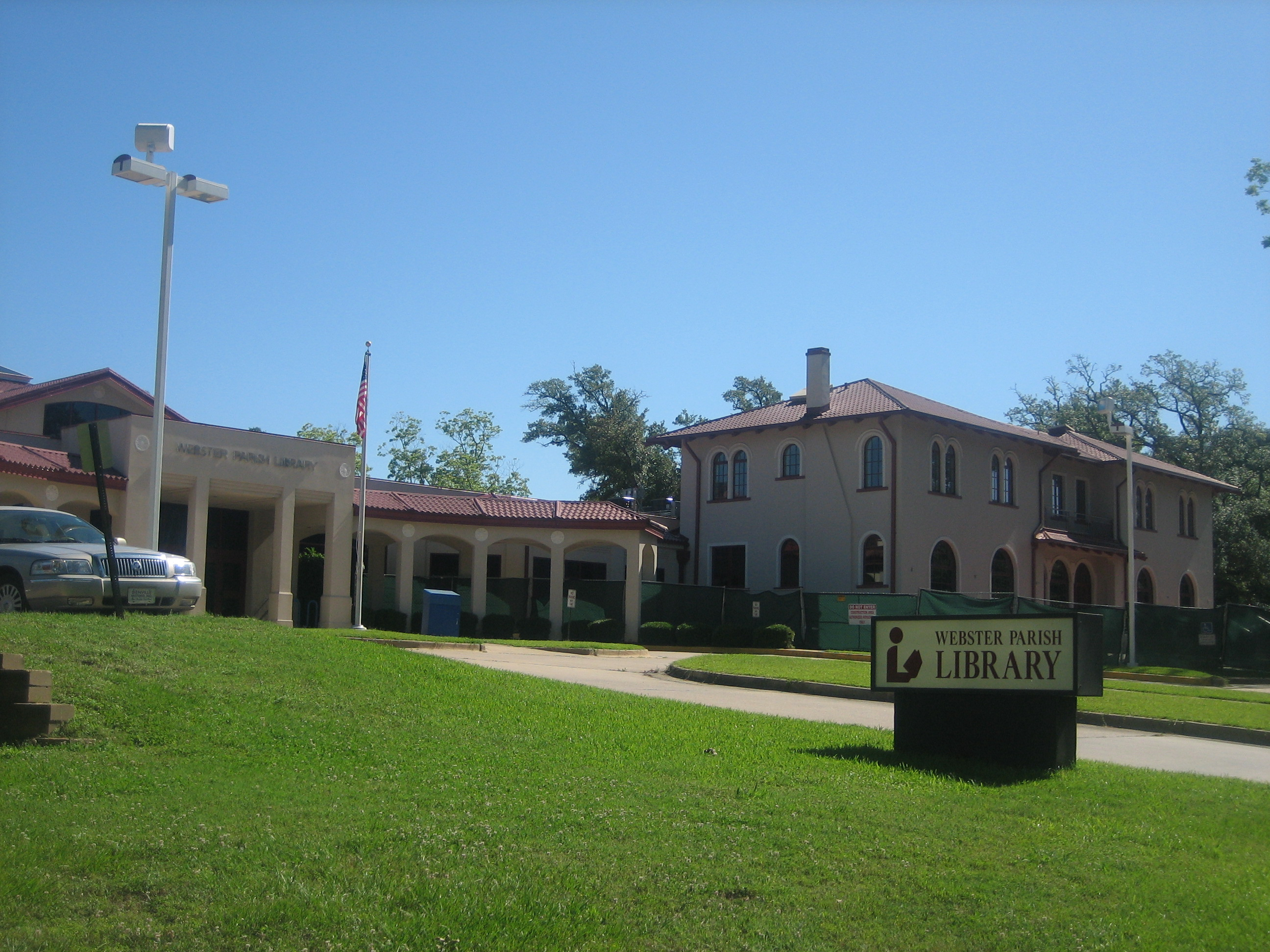
ウェブスター郡図書館、ミンデン歴史地区にある。右が分館だが、以前は本館だった。1965年以前、この分館はJ・G・ファーガソン邸だった
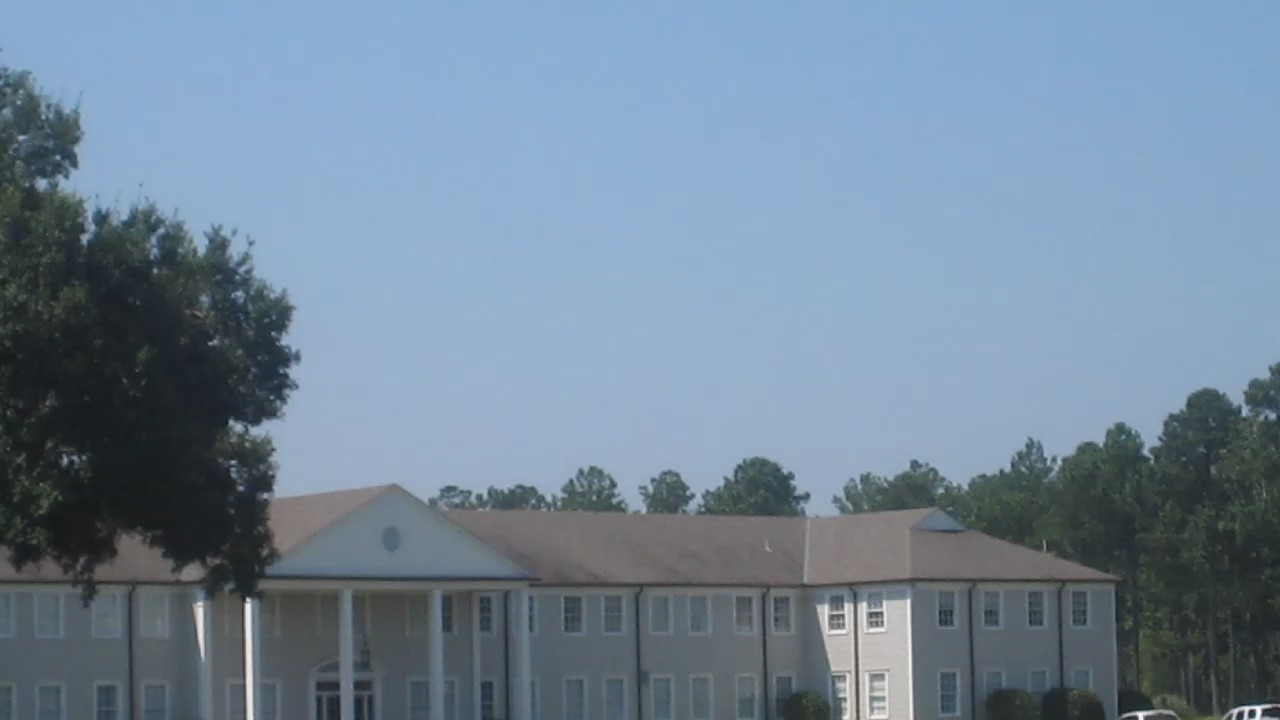
ルイジアナ州兵隊施設、ミンデン西部にあり、第二次世界大戦中はルイジアナ陸軍弾薬工場だった
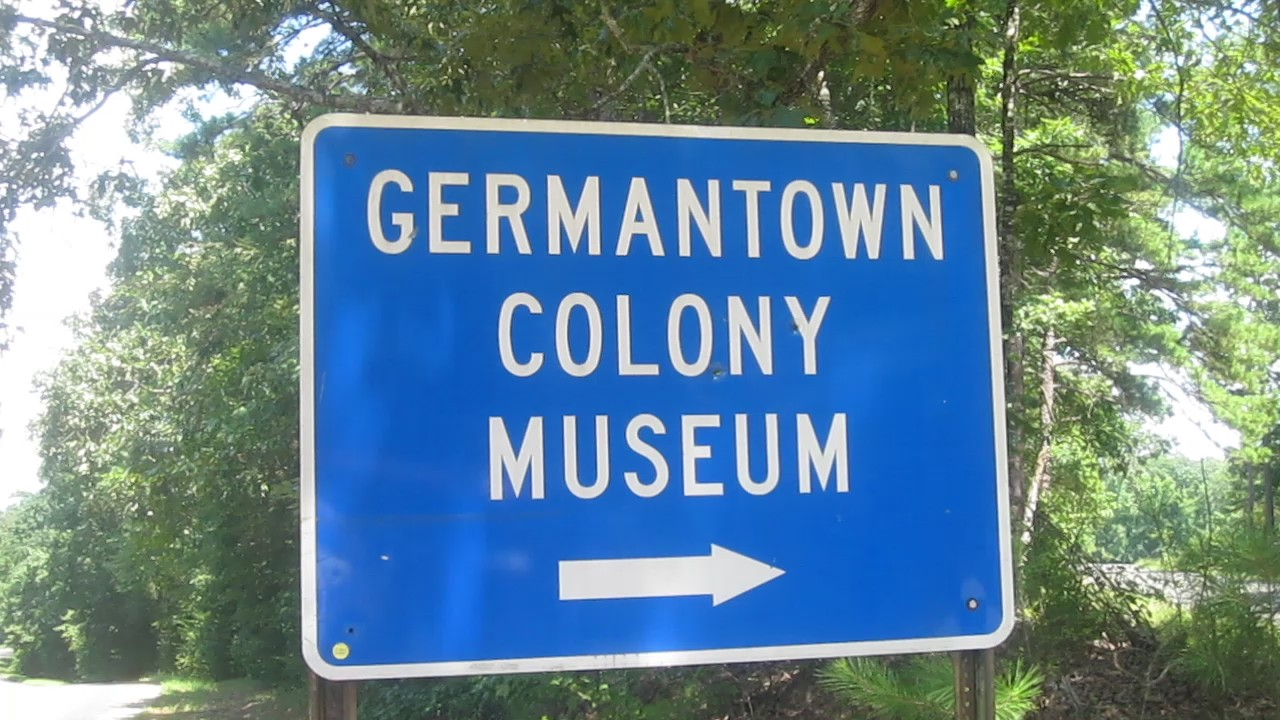
ジャーマンタウン・コロニー博物館標識、ルイジアナ州道531号線近くにある
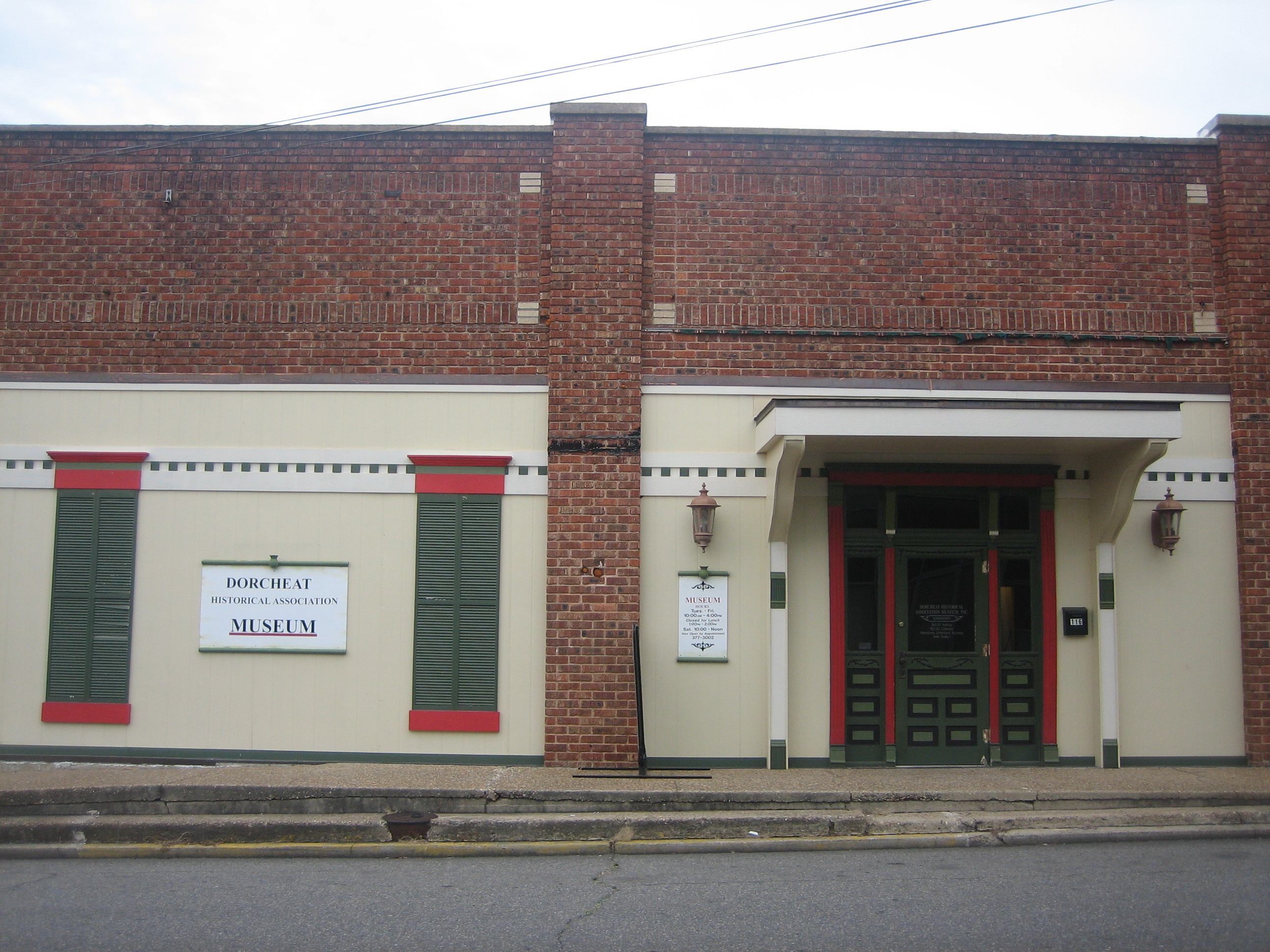
ドーチート歴史協会博物館、ミンデンのパール通り116にある
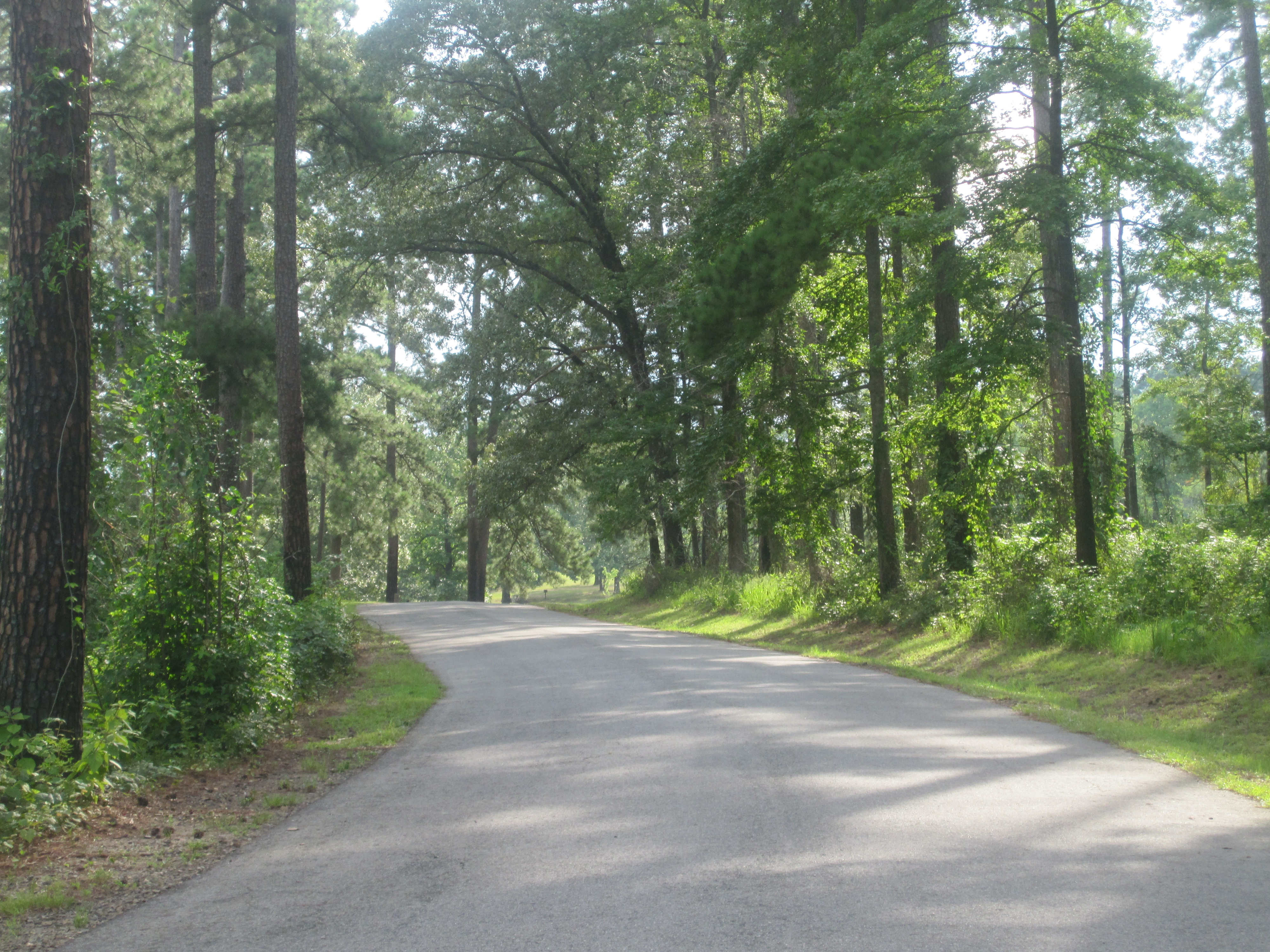
ケイニー湖レクリエーション地域の湖に続く森の中の道路
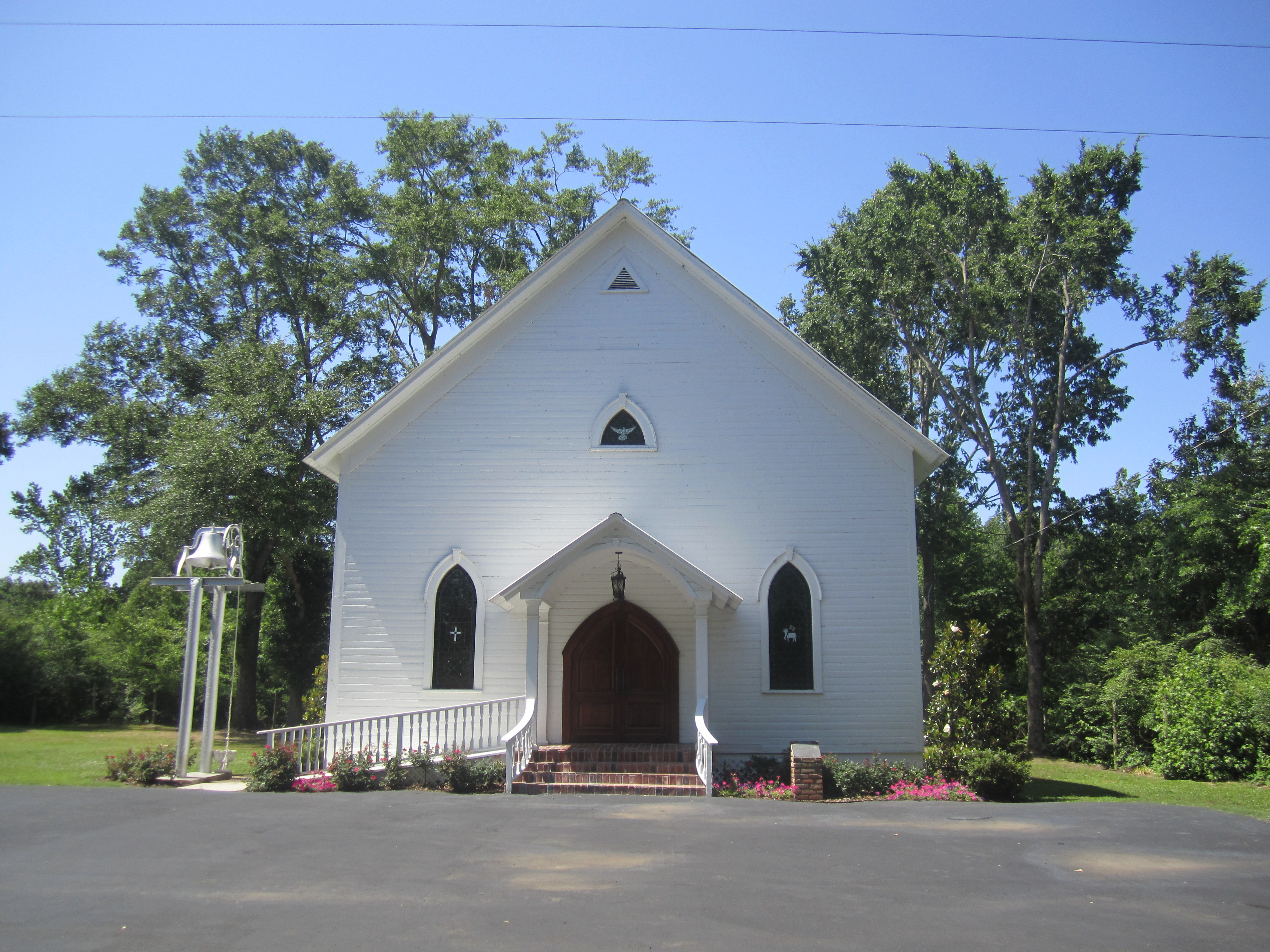
イエローパイン・ミッショナリー・バプテスト教会、シブリーの南にある。1902年建設、アメリカ合衆国国家歴史登録財に指定
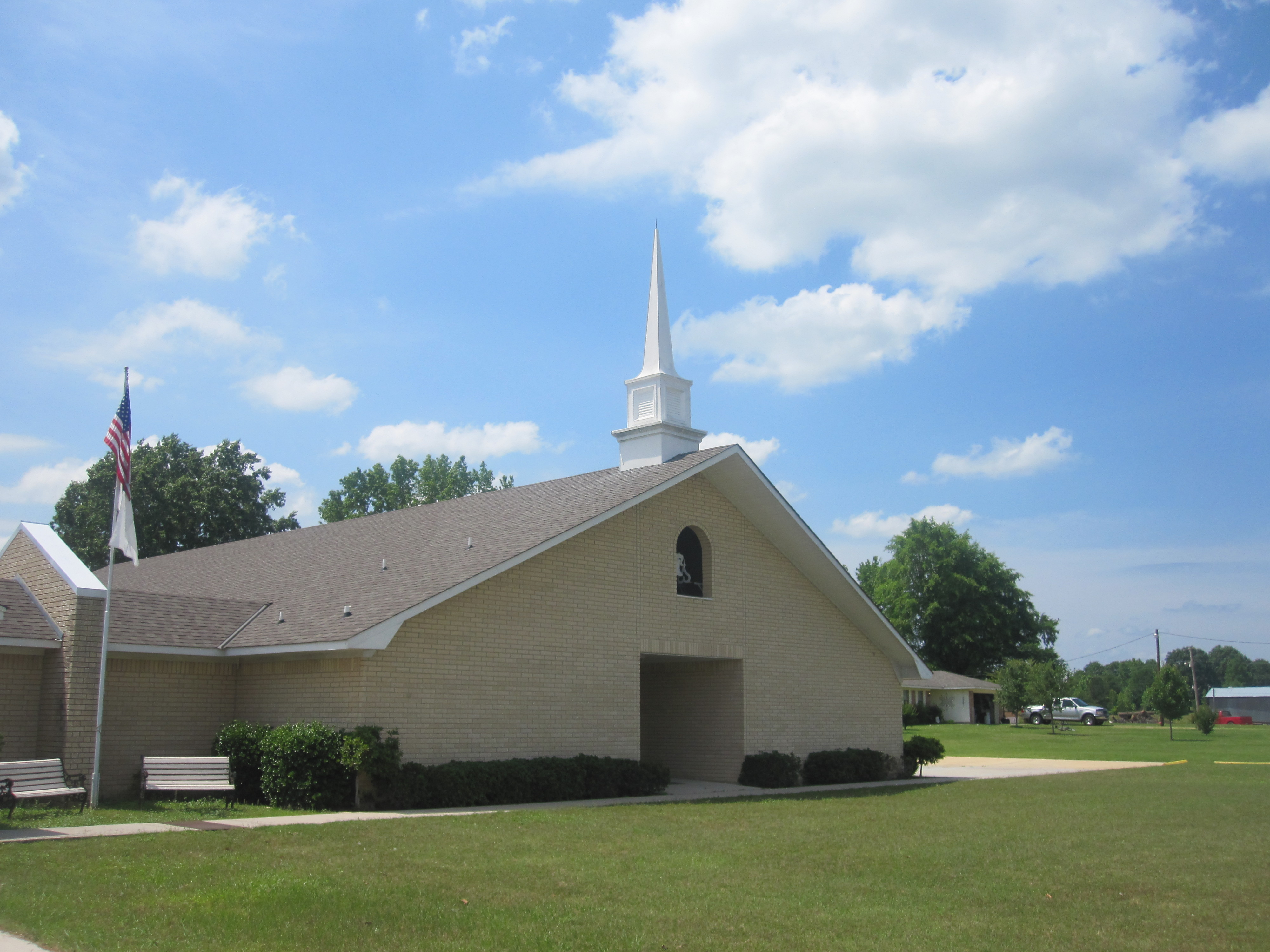
ウィスパリングパインズ・ミッショナリー・バプテスト教会と墓地、ディキシーイン北にある
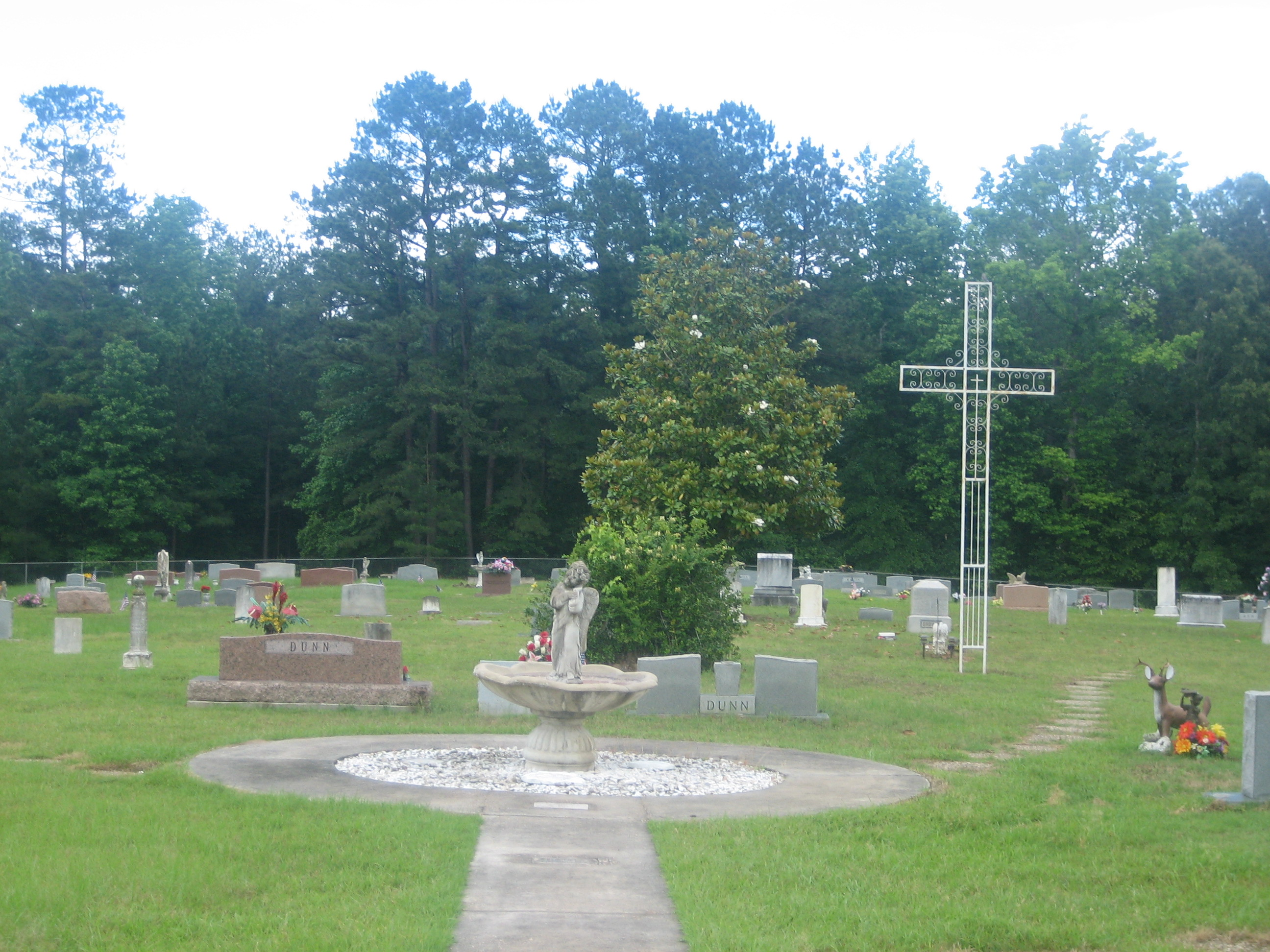
パイングローブ・ユナイテッド・メソジスト墓地、ミンデンの北にある

### 国立保護地域
- キサッチー国立の森（部分）
- ケイニー湖レクリエーション地域、ミンデン近く

## 郡政府

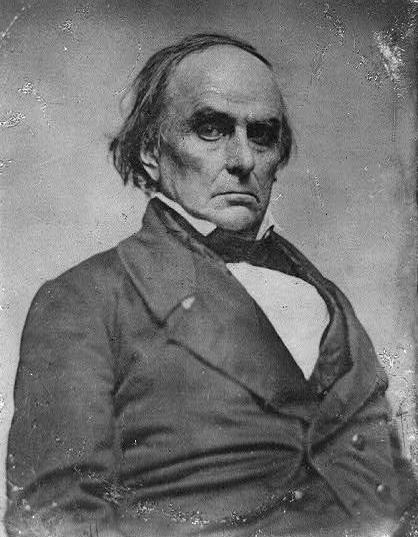
ダニエル・ウェブスター

ミンデンに現存する郡庁舎は、876,000ドルを掛けて、1953年5月1日に、ロバート・F・ケノン州知事の手で落成された。ケノンはミンデンで育ち、その市長や議会議長を務めていた。庁舎建設の計画は、それまでの建物が老朽化していると判断された1950年に始められた。
以前の庁舎は1904年に45,000ドルを掛けて建てられたものであり、その優雅でドームを戴いた建築様式と大理石の玄関ではルイジアナ州北部のどこにも負けない」と言われていた。1906年に16,000ドルを掛けて多層階の近代的収監所が追加された。この新しい収監所ができて、有権者が監獄を通らずに保安官事務所に行くことを可能にした。
1896年から1900年、地元著名家族の子孫であるミンデンのトマス・ウェーファー・フラーが、ウェブスター郡と隣接するボージャー郡、ビエンビル郡の代表として州議会上院議員を務めた。フラーは新聞の発行者でもあり、「ウェブスター・シグナル」のオーナーを2回務めた。1908年から1920年に死ぬまで郡第2教育監督官も務めていた。
1933年から1980年、郡保安官は収税官主任も務めていたが、2つの政治家家系からすべて民主党員の3人によって務められていた。オスカー・ヘンリー・ヘインズ・シニア（1888年-1969年）は1933年から1952年までこの職にあり、保安官になる以前も5年間副保安官を務めた。その息子O・H・ヘインズ・ジュニアはミンデン高校を1939年に卒業し、1964年から1980年までこの職にあった。ヘインズ・ジュニアは父と同様に副保安官も務めた。保安官の後はミンデンにある州運転免許事務所の監督官を8年間務め、また40年間ほどエクソンの配給業者でもあった。ヘインズ・ジュニアの息子はルイジアナ州立大学アメリカンフットボールのスターになったフレッド・ヘインズ（1946年-2006年）だった。ヘインズ一家は歴史あるミンデン墓地に埋葬されている。
ヘインズ親子の間に保安官を務めたのがジョン・D・"J.D."・バトン（1911年-1981年）であり、1952年から1964年の3期務めた。1952年2月19日に行われた決選投票で、バトンは5,444票を獲得し、ヘインズ・シニアの5,401票を43票差で抑えた。バトンは長期間にわたって市の役人と市長を務めたジャック・バトン（1913年-1996年）の兄だった。1956年の選挙でも返り咲きを狙ったヘインズ・シニアを破った。
ミンデンの事業家ルランド・G・ミムズは1953年から1976年まで郡政委員会委員、1956年から1973年まで毎年その議長を、さらに1965年から1967年までルイジアナ郡政委員会協会議長を務めた。ミムズの義父W・マット・ローは1940年から1954年まで郡政委員会委員を務め、第一次世界大戦期にはミンデン市長を務めた。
1992年以降、ルイジアナ州議会下院にはドージ家の者達がウェブスター郡の代表として送り出されている。民主党のエバレット・ドージは引退した教育家でミンデン生まれであり、共和党現職のユージーン・S・イーソンを破って議員となり、1998年に死ぬまで保持した。その未亡人ジーン・M・ドージも元は教育者であり民主党員、かつナケテシュ郡の出身であり、夫が死んだ後の特別選挙でその後継者として当選した。ジーンはその後3回再選され、そのうち2回は対抗馬も無かった。その任期は2011年に任期制限で終わった。

## 人口動態
以下は2010年の国勢調査による人口統計データである。
基礎データ
- 人口: 52,903人
- 世帯数: 20,500 世帯
- 家族数: 12,589 家族
- 人口密度: 27人/km2（92人/mi2）
- 住居数: 18,991軒
- 住居密度: 12軒/km2（32軒/mi2）

以下は2000年の国勢調査による人口統計データである。
| 人種別人口構成 - 白人: 65.51% - アフリカン・アメリカン: 32.83% - ネイティブ・アメリカン: 0.34% - アジア人: 0.19% - 太平洋諸島系: 0.04% - その他の人種: 0.22% - 混血: 0.86% - ヒスパニック・ラテン系: 0.90% 年齢別人口構成 - 18歳未満: 25.6% - 18-24歳: 8.6% - 25-44歳: 26.0% - 45-64歳: 23.6% - 65歳以上: 16.3% - 年齢の中央値: 38歳 - 性比（女性100人あたり男性の人口） - 総人口: 91.8 - 18歳以上: 88.2 | 世帯と家族（対世帯数） - 18歳未満の子供がいる: 30.4% - 結婚・同居している夫婦: 49.7% - 未婚・離婚・死別女性が世帯主: 16.3% - 非家族世帯: 29.9% - 単身世帯: 27.0% - 65歳以上の老人1人暮らし: 12.9% - 平均構成人数 - 世帯: 2.48人 - 家族: 2.99人 収入と家計 - 収入の中央値 - 世帯: 28,408米ドル - 家族: 35,119米ドル - 性別 - 男性: 30,343米ドル - 女性: 20,907米ドル - 人口1人あたり収入: 15,203米ドル - 貧困線以下 - 対人口: 20.2% - 対家族数: 15.3% - 18歳未満: 29.6% - 65歳以上: 16.1% |

## 都市と町

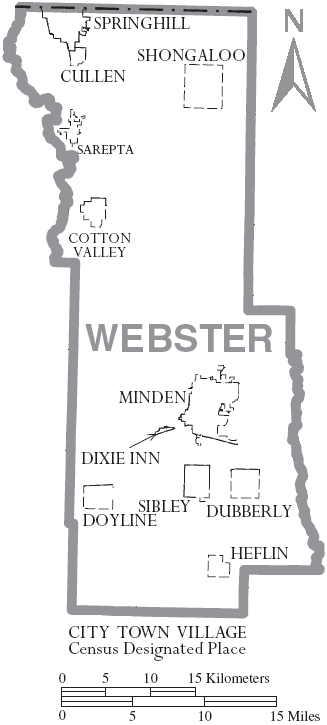
ウェブスター郡図

| - コットンバレー - カレン - デキシーイン | - ドイライン - ダバリー - ヘフリン | - ミンデン - 郡庁所在地 - サレプタ - ションガルー | - シブリー - スプリングヒル |

## 教育と宗教
ウェブスター郡教育委員会が地元の公立学校を運営している。

## 著名な人々
- アラン・ビーン - アメリカ航空宇宙局の宇宙飛行士。人類で4番目に月面を歩いた
- ジェームズ・バートン - エルヴィス・プレスリーとの活動で知られるギタリスト
- パーシー・メイフィールド - R&Bシンガー、ソングライター